# Hennediella bellii
Hennediella bellii är en bladmossart som beskrevs av Richard Henry Zander 1993. Hennediella bellii ingår i släktet Hennediella och familjen Pottiaceae. Inga underarter finns listade i Catalogue of Life.